# Si le vent soulève les sables
Si le vent soulève les sables è un film del 2006 diretto da Marion Hansel.
Prodotto in Belgio, è stato presentato al 27º Festival del Cinema Africano di Verona.

## Trama
La storia narra della sorte di un piccolo paese minacciato dall'avanzamento del deserto, dove gli abitanti decidono di fuggire per salvarsi. L'esodo di Rahne, una bambina piena di speranze, e della sua famiglia troverà un lieto fine.

## Riconoscimenti
- Festival de Emden (Allemagne) : Prix Bernard-Wicki (meilleur film) Prix DGB (meilleur film engagé)
- Festival du cinéma africain de Leuven : prix du public
- Festival de Ouidah au Bénin : Grand Prix
- Festival 'Vues d'Afrique' à Montréal : Prix Image de femmes dans la catégorie réalisatrice
- Festival de Cape Town : Prix du meilleur acteur pour Issaka Sawadogo
- Festival du Film de l'Environnement de Paris : Prix de la meilleure fiction
- Festival de Cuenca : Grand Prix